# Odruch Philipsona
Skrzyżowany odruch wyprostny Philipsona towarzyszy odruchowi skracania. Polega na prostowaniu drugiej kończyny podczas odruchowego zgięcia we wszystkich trzech głównych stawach drażnionej kończyny.